# Neptis flaminia
Neptis flaminia är en fjärilsart som beskrevs av Hans Fruhstorfer 1907. Neptis flaminia ingår i släktet Neptis och familjen praktfjärilar. Inga underarter finns listade i Catalogue of Life.